# 颜庙
颜庙，即“复圣庙”，位于山东省曲阜城北部，陋巷街北口。是祭祀孔子弟子，儒家先贤颜回（颜子）的庙宇。

## 颜回生平
颜回，字子渊，孔子的弟子之一，以德行出众著称。孔子对颜回非常赏识，《论语》多处记载孔子对颜回的称赞，如“有颜回者好学，不迁怒，不贰过”，“一箪食，一瓢饮，在陋巷，人不堪其忧，回也不改其乐。贤哉回也”等。被推崇为家贫好学之典型。颜渊有才无寿，“年二十九，髮尽白”，三十一岁即英年早逝，孔子非常难过，发出“天丧予？”之慨叹。
自汉代起，颜渊被列为“七十二贤”之首。此后历代不断追加谥号。唐太宗貞觀二年（628年），尊颜回为先师；唐玄宗开元二十七年（739年）追封“兖国公”；宋真宗大中祥符二年（1009年）加封为“兖国公” ；元文宗至顺元年（1330年）加封“兖国复圣公”。

## 颜庙历史
据《陋巷志》记载，颜庙始建于汉高祖刘邦东巡祭孔时。金代在曲阜鲁国故城东北角建有颜子庙，明昌四年（1193年）十月曾大修。蒙古兴起初年，颜子五十二代孙颜泉发起重建，经历十载而成。元大德末年，旧庙毁坏，延祐四年（1317年），江南行台监察御史段杰上疏请修，迁颜庙至陋巷故址新建，并迁旧庙之颜子像入新庙祭祀。到至正九年（1349年）正式立碑记成。明代进行大修，奠定了现存庙宇的规模。清代也屡有修葺。1930年中原大战期间，颜庙遭到炮击，但庙宇没有明显的炮火破坏的痕迹，正殿与牌坊 ，碑刻都保存完好。1934年，山东省政府拨款维修了正殿。文化大革命期间，颜庙碑刻和庙内塑像遭到严重破坏，现存庙内碑刻许多有断裂与修复的痕迹，便且破坏了各殿、亭、门。1978年至1980年，对各殿、亭、门、庑进行了重修，并更换了部分木构件。1977年，颜庙被公布为山东省文物保护单位；2001年，被列入全国重点文物保护单位。

## 建筑布局

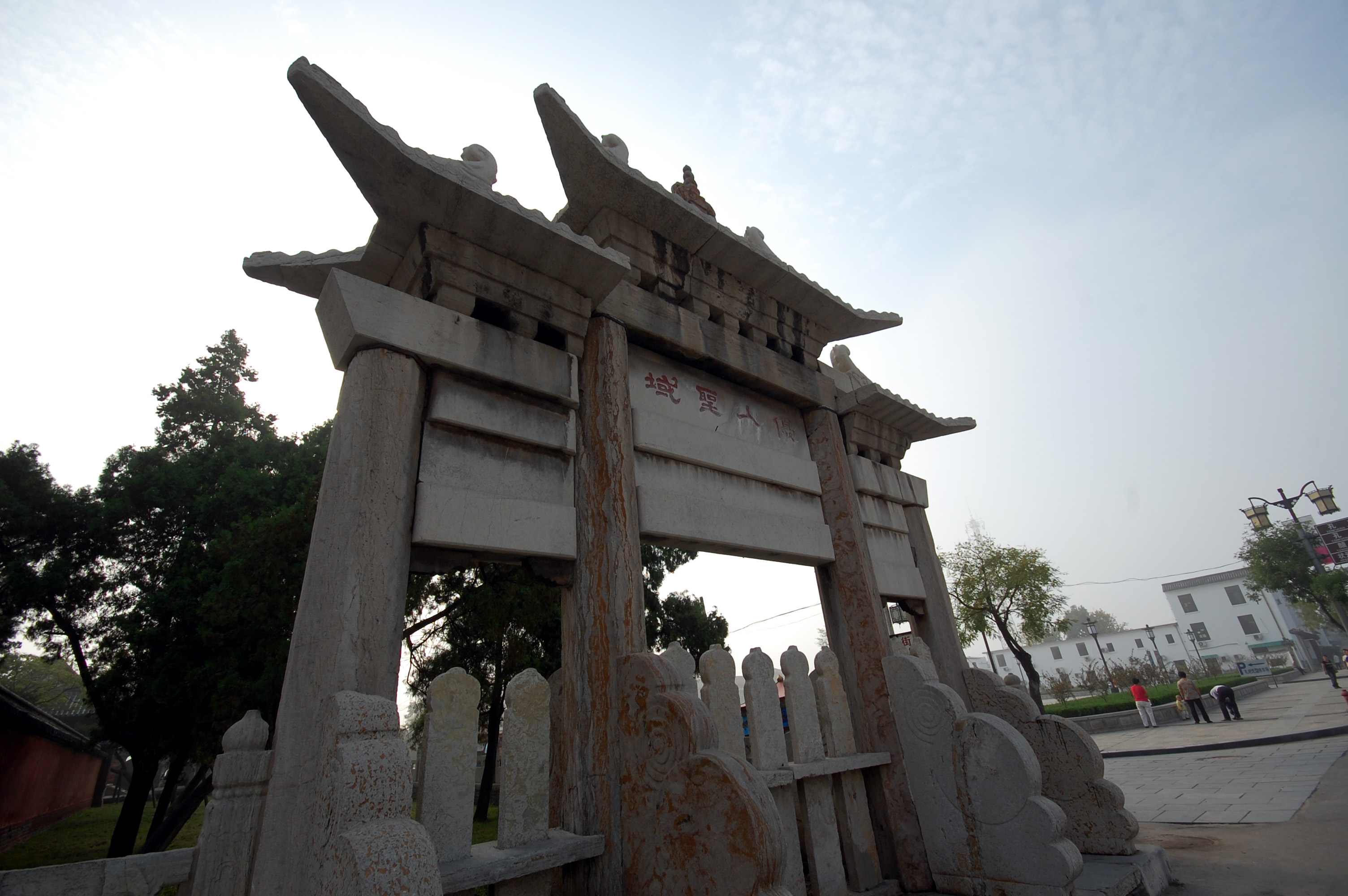
优入圣域坊

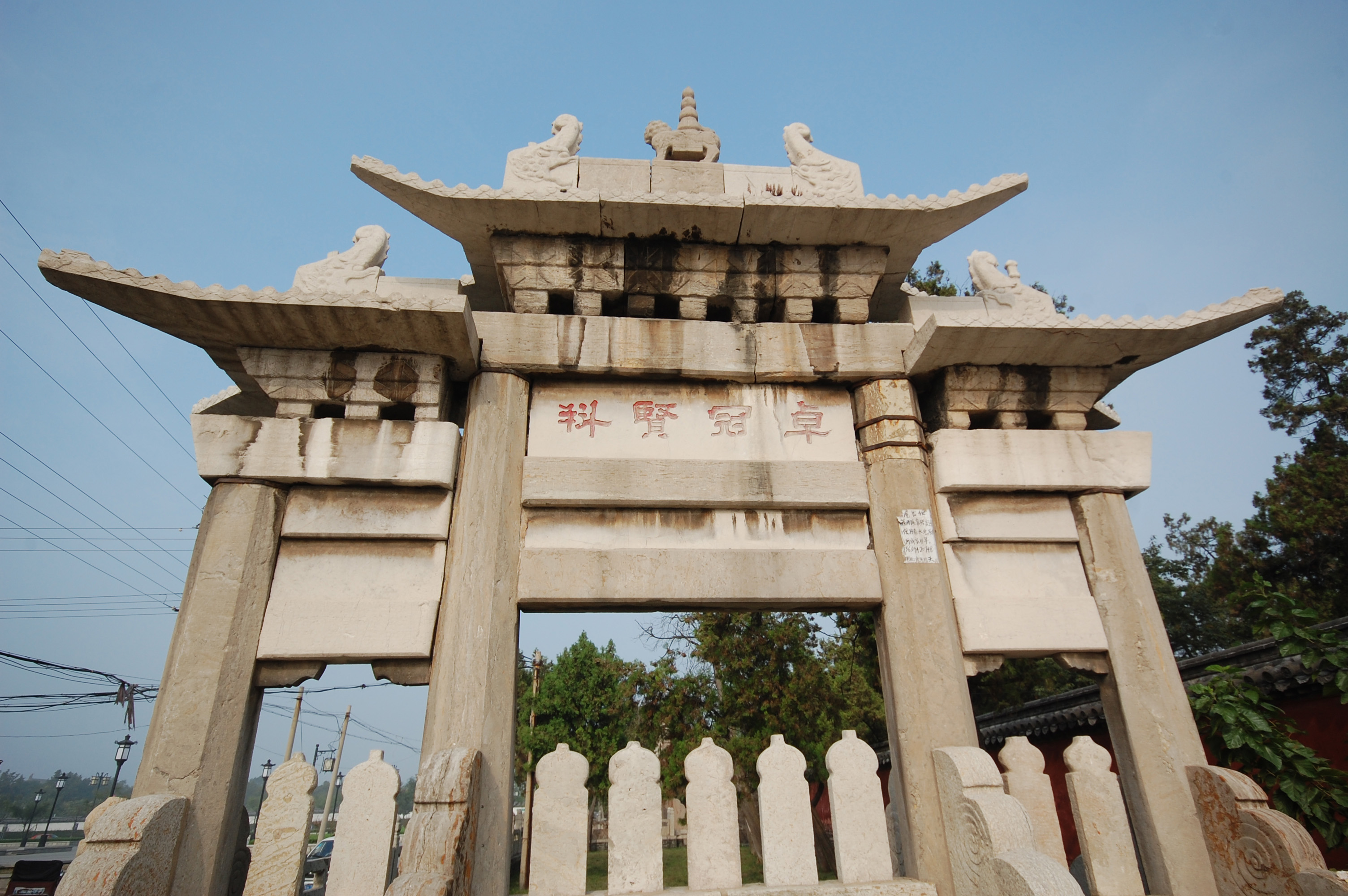
卓冠贤科坊

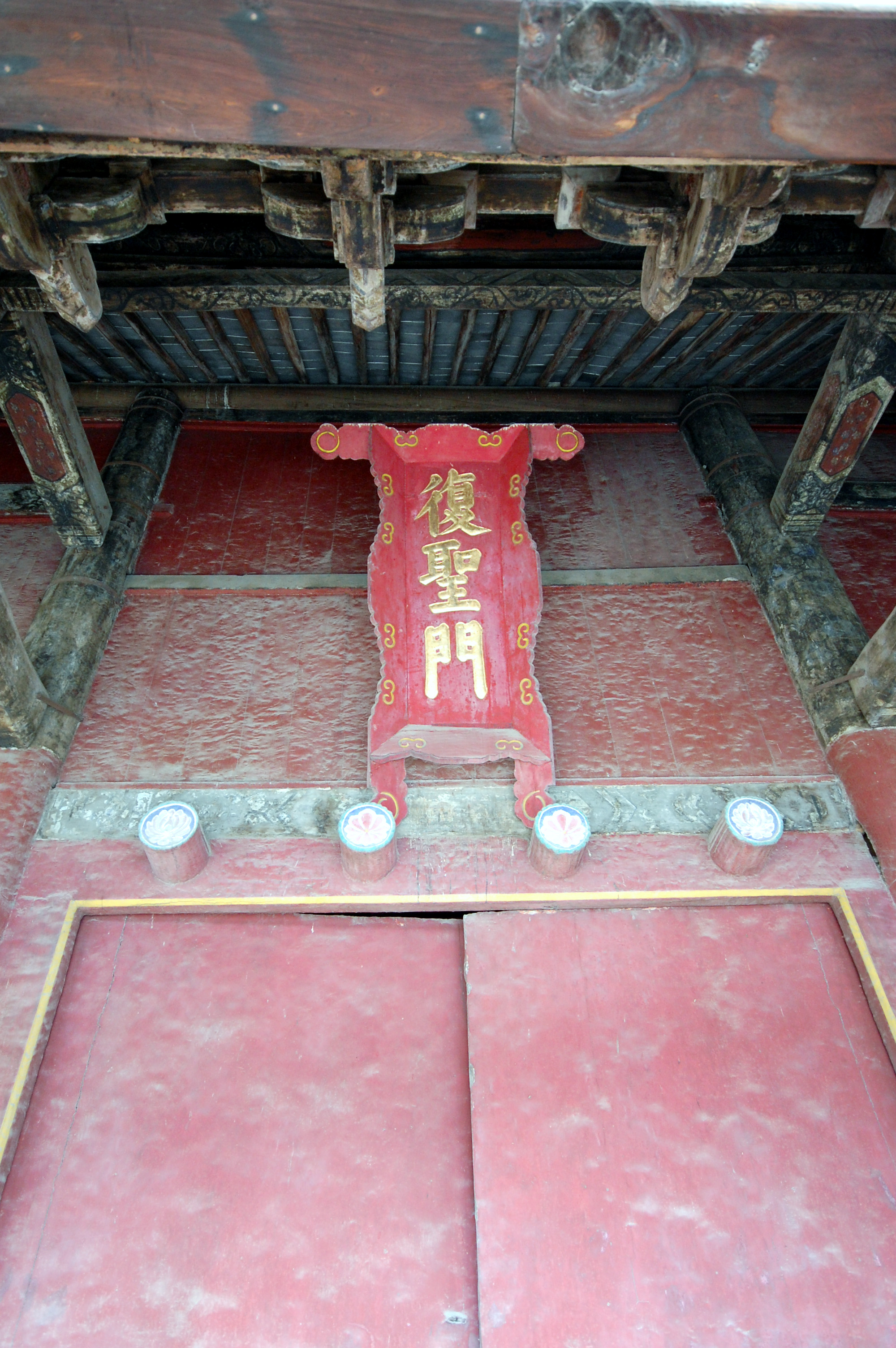
复圣门

颜庙院落南宽北窄，占地面积约2.4万平方米，现存元、明、清三代建筑24座159间，分三路布局，五进院落。

### 中路
中路建筑奉祀颜子夫妇，自南向北主要建筑依次为：陋巷坊、优入圣域坊、卓冠贤科坊、复圣庙坊、复圣门、陋巷井亭、归仁门、明碑亭、仰圣门、乐亭、复圣殿、两庑和寝殿。
复圣门內的陋巷井亭，为八角露天方亭，内有陋巷井，井北有明代“陋巷井”石碑，皆為纪念颜回“一箪食，一瓢饮，居陋巷”的俭朴品德而建。
仰圣门内的复圣殿，是颜庙的主体建筑，高16米，面阔五间，深三间。绿琉璃瓦，彩绘斗拱，前檐下有四根浮雕盘龙柱。内供奉颜子塑像。
两庑从祀颜氏名人，如颜之推、颜师古、颜真卿等。

### 西路
西路奉祀颜子之父颜路夫妇，有复礼门、杞国公殿、杞国公寝殿等。主殿祀国公殿为元代建筑。

### 东路
东路后部为家庙。有克己门、祭器库、见进门、退思堂和家庙基址。

## 图集

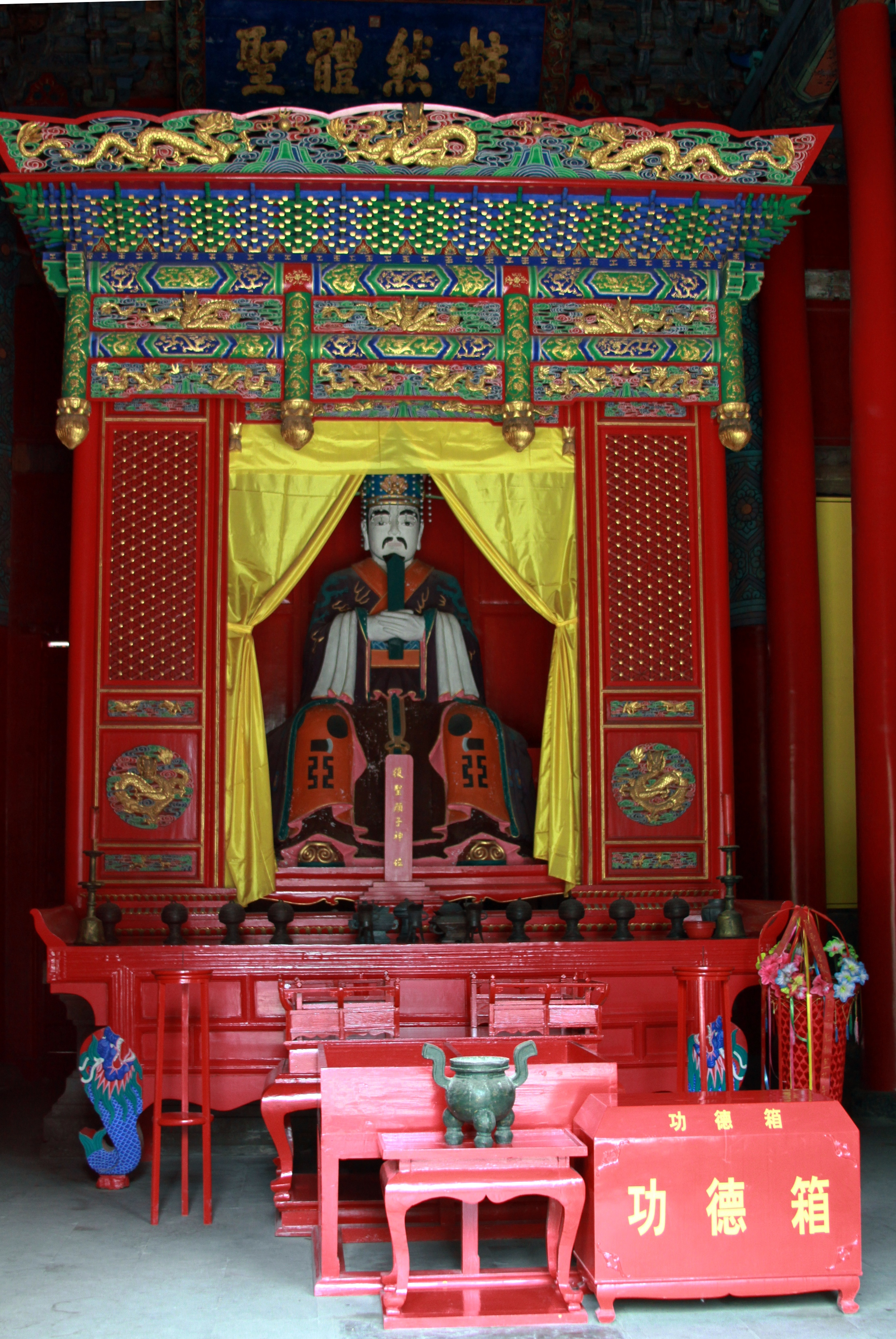
復聖殿
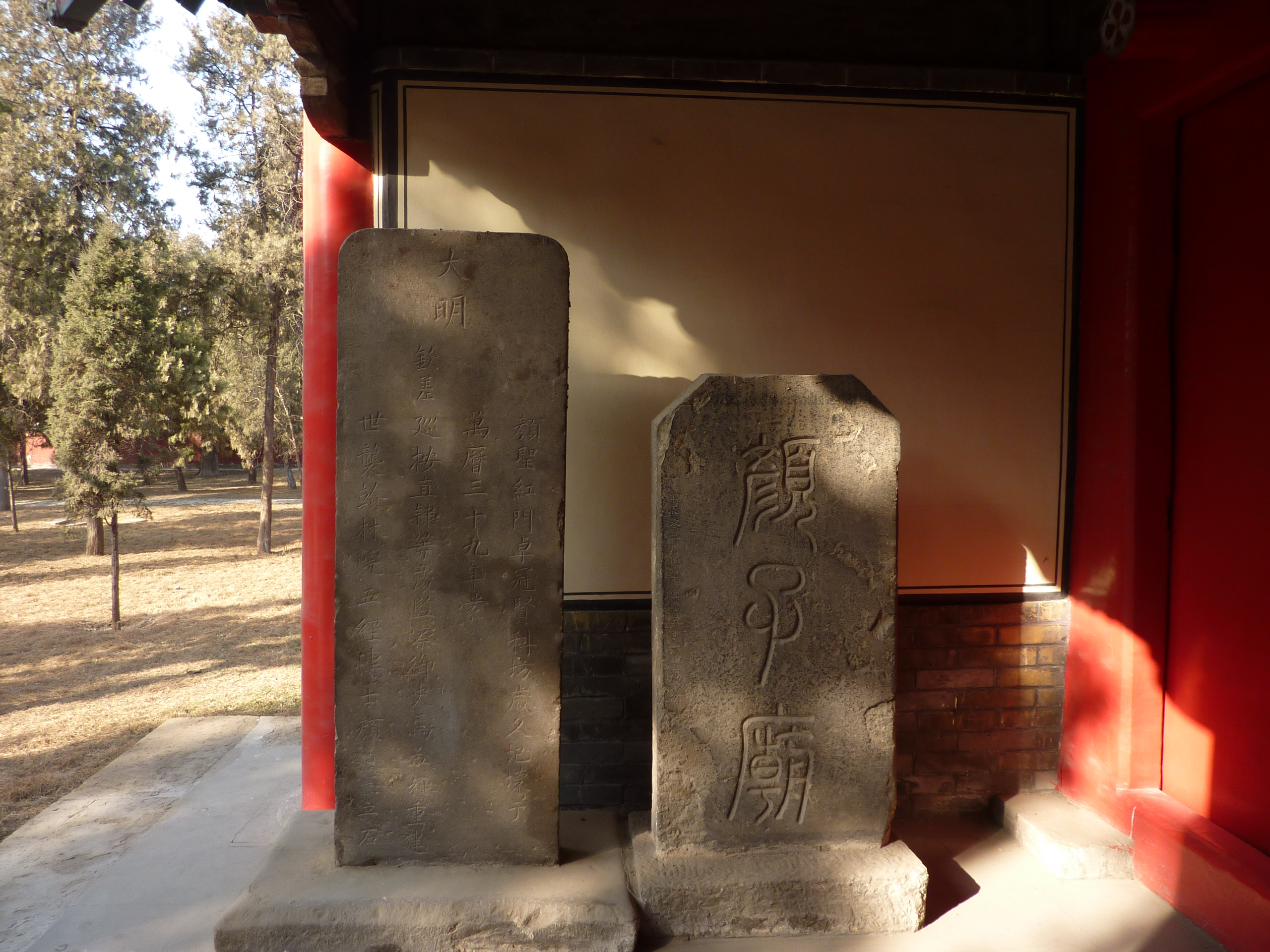
金朝、明朝石碑
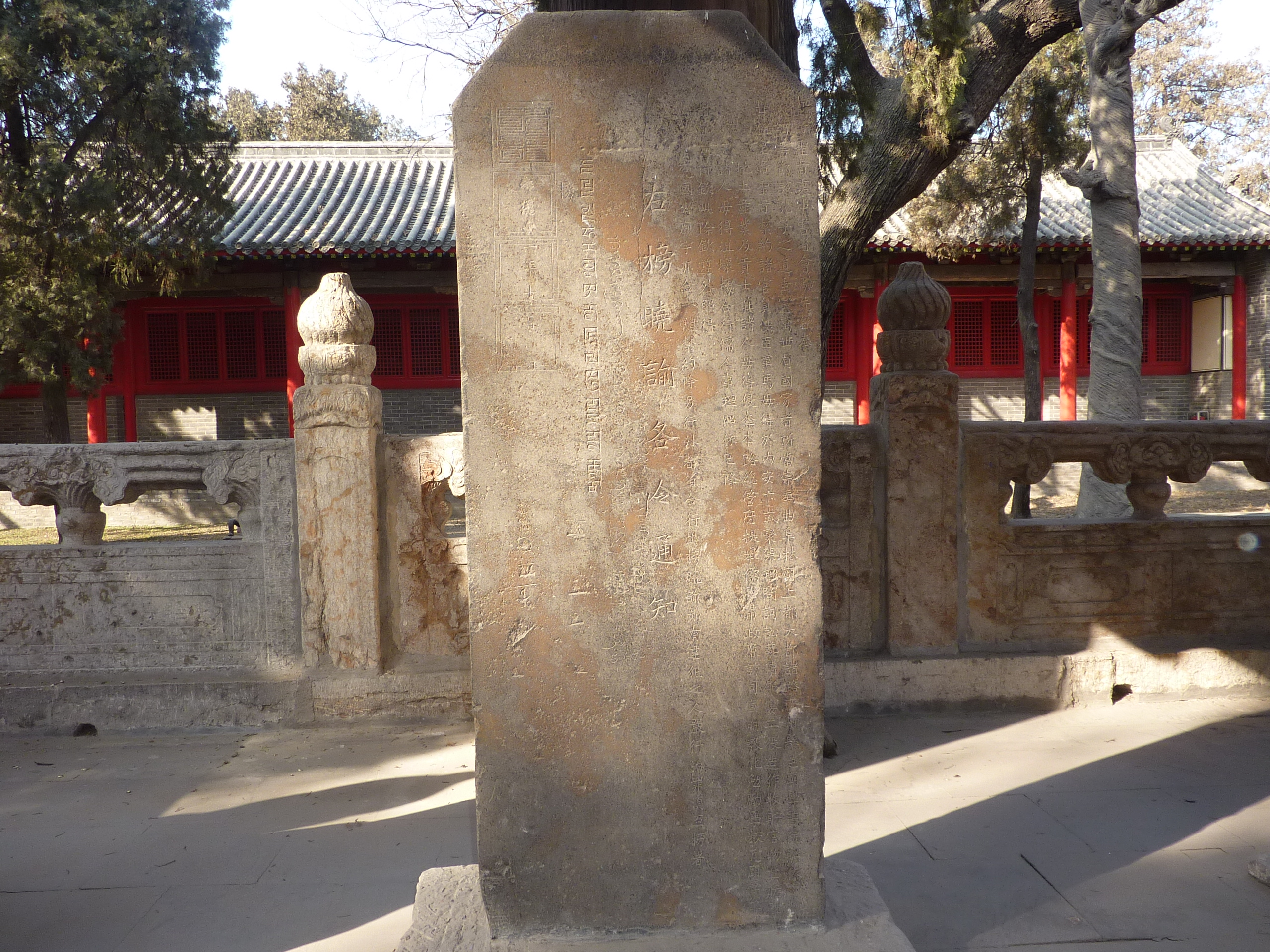
元朝石碑
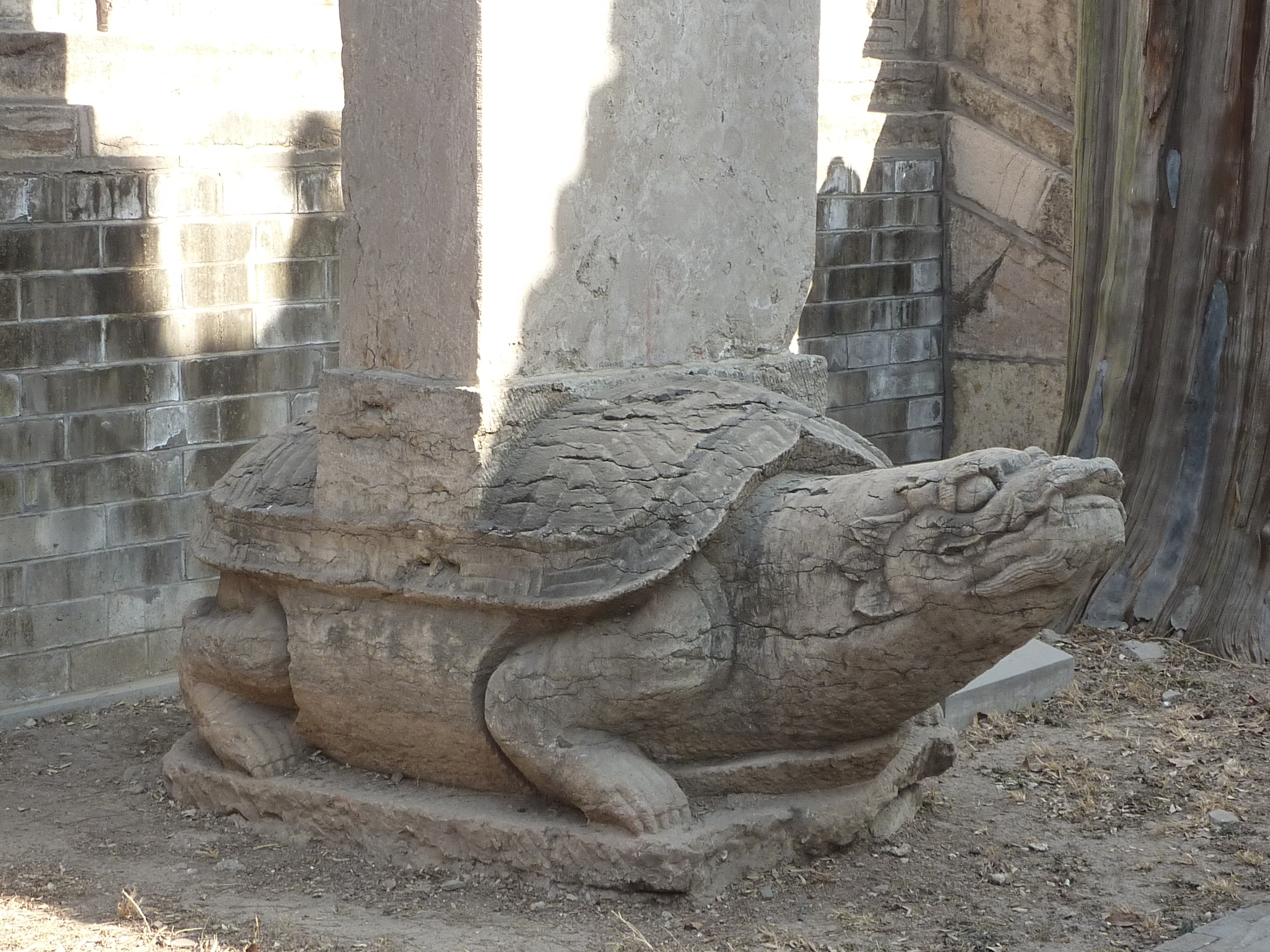
元朝石碑
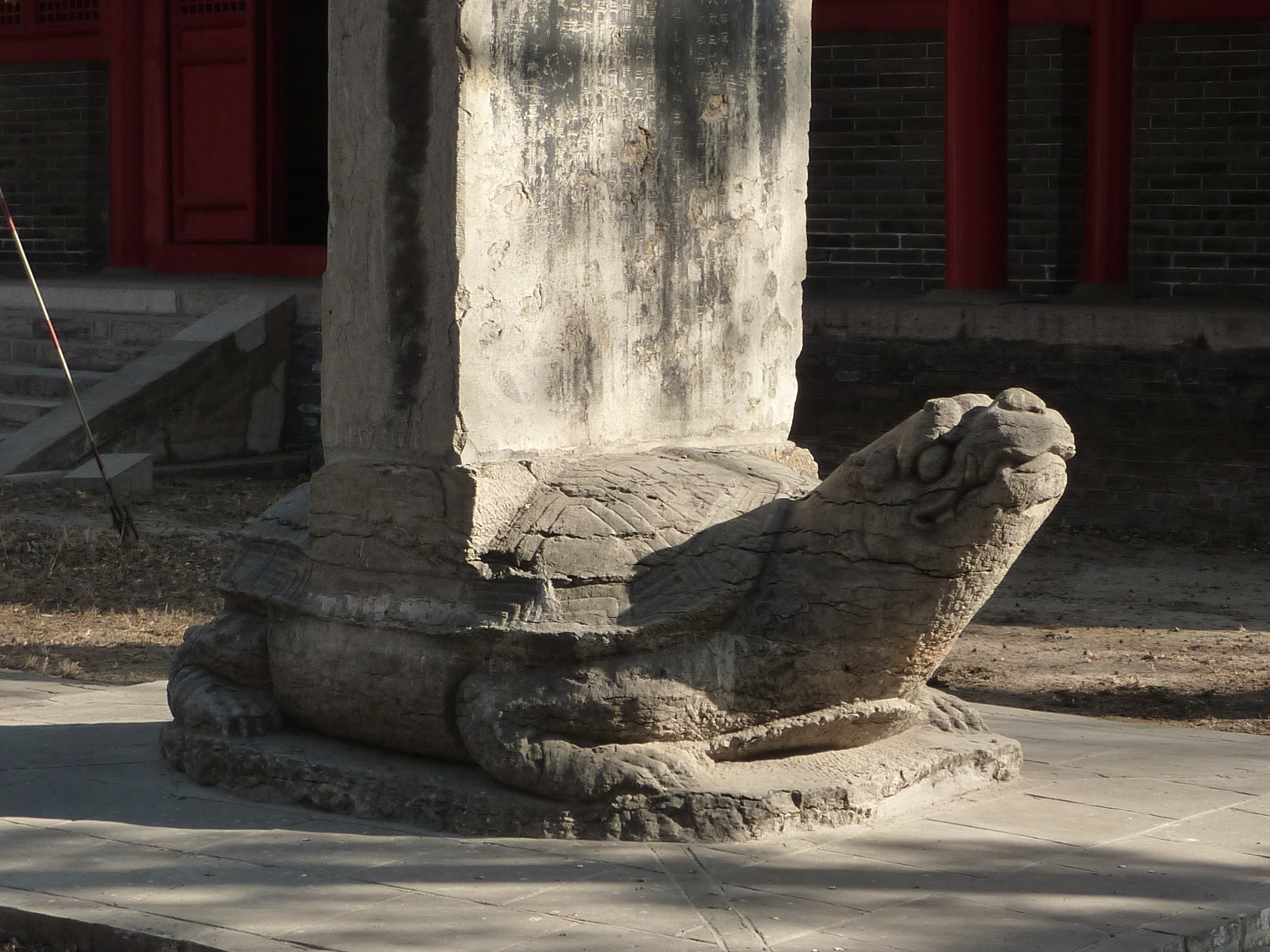
元朝石碑
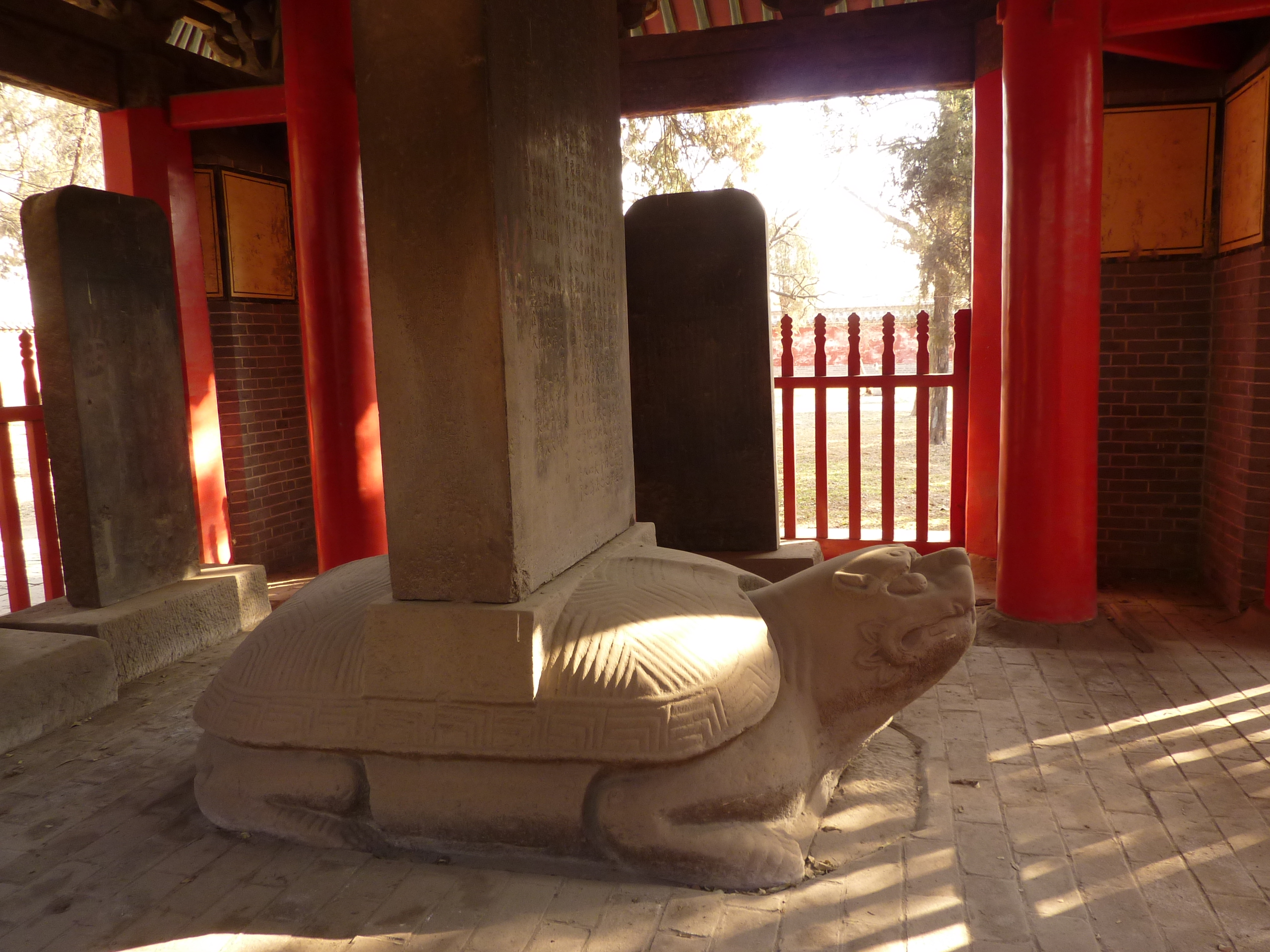
明朝石碑
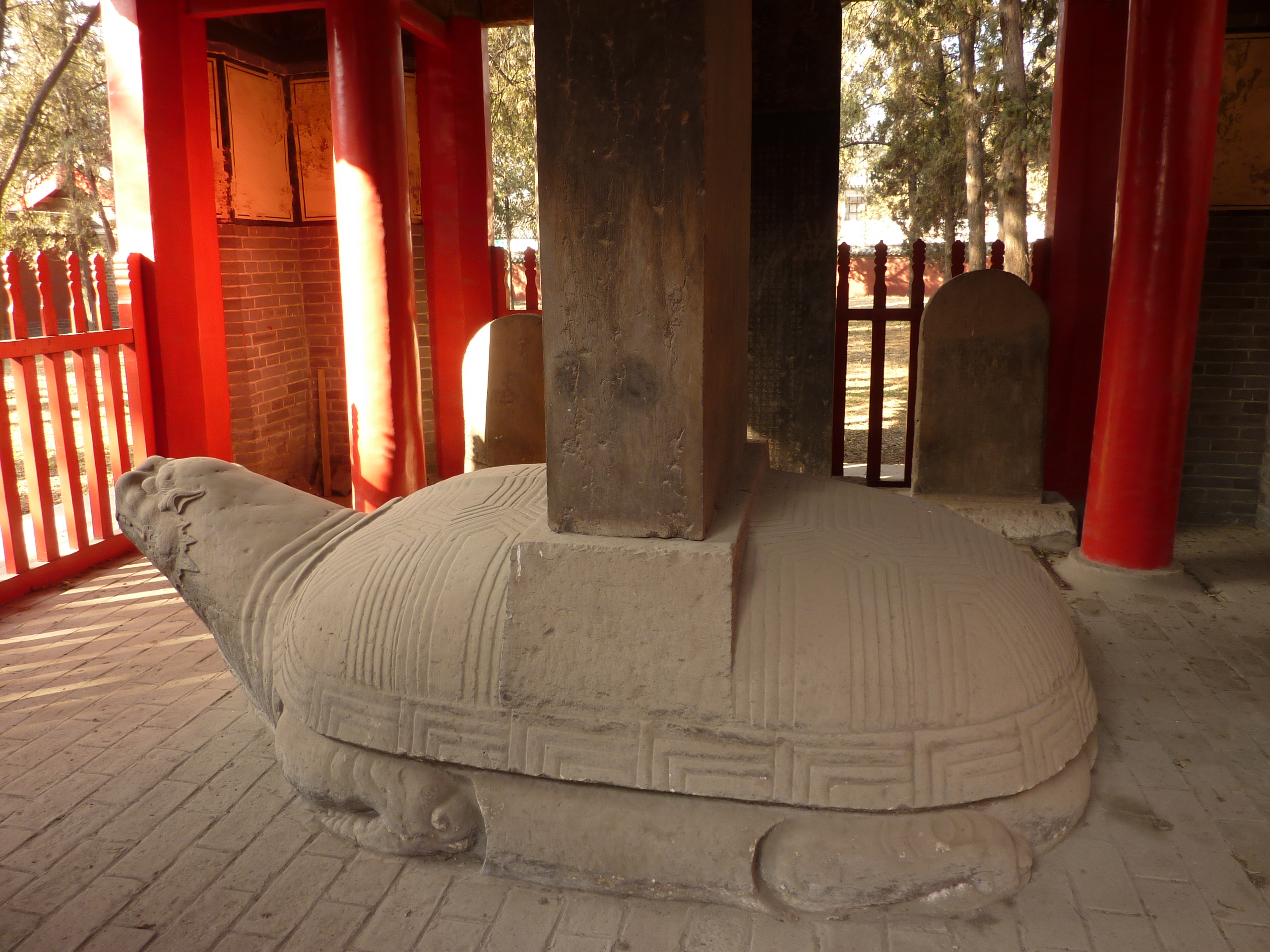
明朝石碑